# Yesmoke
Yesmoke è un'azienda produttrice di sigarette fondata a Settimo Torinese nel 2007.

## Storia del gruppo
L'azienda è stata creata dai fratelli Carlo e Gianpaolo Messina, già ideatori di un sito dallo stesso nome per la vendita online di sigarette.
La fabbrica di Settimo Torinese, inaugurata nel 2007, è una delle pochissime manifatture di sigarette presenti sul territorio italiano.
Il marchio Yesmoke si è caratterizzato per una battaglia per l'abolizione del prezzo minimo dei pacchetti e, più in generale, di una politica commerciale aggressiva nei confronti dei grandi marchi esteri di sigarette. Significativa anche la presenza in Asia orientale; tra le varie commesse ottenute piuttosto particolare risulta quella legata ad un accordo del 2012 con il governo della Corea del Nord.
Lo stabilimento di Settimo venne posto sotto sequestro giudiziario il 27 novembre 2014 nell'ambito di un'inchiesta per contrabbando coordinata dalla procura di Torino e da quella di Francoforte sull'Oder. Il provvedimento non comportò l'interruzione della produzione perché i magistrati competenti considerarono che, anche se gli addebiti verso i titolari si fossero rivelati fondati, buona parte della produzione dello stabilimento era comunque destinata a canali di vendita leciti.
Dal 2018 la proprietà è passata alla Swiss Merchant Corporation SA di Lugano, per dieci euro in più rispetto alla base d’asta. La società «Tuxedo srl» (sinonimo di smoking) dell’amministratore unico Antonio Russo, con sede a Milano e testa in Svizzera, acquista la fabbrica di sigarette di Settimo Torinese per due milioni e 412 mila e 760 euro. 
Nel 2023 la nuova proprietà ha deciso di trasferire la produzione da Settimo Torinese, chiudendo lo stabilimento  e licenziando i 27 dipendenti rimasti, nonostante una florida situazione finanziaria.

## Vicende giudiziarie
Nel 2014 viene aperta un'inchiesta che contesta ai fratelli Messina l’associazione a delinquere finalizzata al contrabbando che avrebbe generato una frode milionaria. In particolare, i fratelli avrebbero fatto sparire 95 milioni di pacchetti di sigarette attraverso un canale che sfuggiva dal controllo dei monopoli. Insieme a cinque loro dipendenti finiscono a processo. La quarta sezione penale del Tribunale di Torino, dopo un processo durato quasi due anni, condanna Carlo Messina, amministratore e ideatore del meccanismo, a sei anni di carcere. Il fratello Giampaolo, ritenuto mero partecipante dell’organizzazione, è condannato a due anni e sette mesi. Il tribunale ordina confische per più di 155 milioni di euro nei confronti dei fratelli e decide che gli imputati dovranno risarcire provvisionali immediatamente esecutive per un valore di circa 120 milioni di euro all’Agenzia delle Dogane e dei Monopoli e poco più di 36 milioni all’Agenzia delle Entrate .
Il 10 Maggio 2022 l'AD di Yesmoke Davide Actis Giorgetto, espressione della nuova proprietà, è arrestato a seguito dell'operazione "Bianco Sporco" della guarda di finanza per truffa e riciclaggio di denaro.
Nel giugno 2024 il processo ai fratelli Messina, finito in Cassazione e rinviato in Appello, si conclude con una condanna definitiva a 3 anni per Carlo Messina e di 1 anno e 4 mesi per il fratello Giampaolo e altri due imputati (la metà del primo grado di giudizio). Tutti gli altri sono assolti perché parte dei fatti contestati sono prescritti e perché gli avvocati hanno dimostrato che non erano coinvolti nel contrabbando. I 140 milioni di risarcimenti ad Agenzia delle Entrate e Agenzia delle Dogane viene cancellato.

## Caratteristiche delle sigarette prodotte
| Pacchetto     | Catrame | Nicotina | Monossido di carbonio (CO) |
| White Red     | 8 mg    | 0.6 mg   | 8 mg                       |
| Red           | 10 mg   | 0.8 mg   | 10 mg                      |
| Silver        | 1 mg    | 0.1 mg   | 3 mg                       |
| Black         | 10 mg   | 1 mg     | 10 mg                      |
| Blue          | 3 mg    | 0.3 mg   | 3 mg                       |
| Emerald       | 10 mg   | 0.8 mg   | 10 mg                      |
| White Emerald | 5 mg    | 0.4 mg   | 6 mg                       |

La ditta afferma di differenziarsi dai concorrenti, oltre che per qualità e prezzo, anche per realizzare i propri prodotti senza l'ausilio di test su animali
.

## Nella letteratura e nei media
Alle vicende della Yesmoke e dei suoi fondatori il regista Michele Fornasero ha dedicato il docufilm SmoKings, uscito nel 2014, e premiato al Festival dei Popoli dello stesso anno.